# Оленін Артур В'ячеславович
Артур В'ячеславович Оленін нар. 5 січня 1970) — український футболіст, що грав на позиції захисника. Відомий за виступами за низку українських та російських клубів. Після закінчення виступів на футбольних полях — український та російський футбольний тренер. Після початку незаконної окупації Криму Росією у 2014 році очолив створений російськими окупантами клуб «Океан» з Керчі, що виступає у так званій «Прем'єр-лізі Криму», пізніше працював як тренер в інших створених після початку окупації Криму клубах та російських клубах.

## Кар'єра футболіста
Артур Оленін розпочав виступи на футбольних полях у клубі другої української ліги «Океан» з Керчі. Паралельно футболіст виступав за аматорські клуби міста.
У 1996 році Оленін отримав запрошення від клубу «Волинь», який вибув з вищої ліги, та поставив завдання на сезон повернутись до вищого дивізіону. У команду прийшло багато молодих футболістів, лучани добре розпочали чемпіонат, тривалий час лідирували в турнірі першої ліги. Проте у зв'язку з погіршенням фінансового стану гра команди погіршилась, керівництву клубу довелось продати частину провідних гравців, і в підсумку команда посіла 4 місце та не зуміла повернутись до вищої ліги. У цьому сезоні Оленін був одним із лідерів захисту «Волині» та зіграв 41 матч за луцький клуб в чемпіонаті, грав також за клуб у Кубку України проти вищолігової команди «Таврія». Наступного сезону футболіст втратив місце в основі, та зіграв за луцьку команду лише 3 матчі чемпіонату України.
З початку сезону 1998—1999 Артур Оленін став гравцем іншої першолігової команди «Явір-Суми». У сумській команді футболіст грав півтора року. На початку 2000 року став гравцем клубу російської першої ліги «Жемчужина» із Сочі. За російську команду Оленін грав протягом півроку, та повернувся до України, в друголігову команду «Нафтовик» з Охтирки, з якою став переможцем турніру другої ліги в групі «В». По завершенні цього сезону Оленін грав за аматорські клуби «Немком» (Краснодар) та «Портовик» (Керч), після чого завершив виступи на футбольних полях.

## Кар'єра тренера
Артур Оленін розпочав тренерську кар'єру ще під час виступів на футбольних полях, розпочавши роботу тренером ДЮСШ «Краснодар-2000». У 2009—2010 році колишній футболіст працював тренером клубу «Краснодар-2000». У 2011 році Артур Оленін став одним із тренерів першолігового українського клубу «Кримтеплиця», працював у команді до червня 2012 року. У 2012 році Оленін перейшов на роботу до структури російського клубу «Краснодар», працював спочатку одним із тренерів юнацького складу, пізніше одним із тренерів клубу, потім знову повернувся до роботи з юнацькою командою. У 2014 році, після початку незаконної окупації Криму Росією у 2014 році очолив створений російськими окупантами клуб «Океан» з Керчі, що розпочав виступи у так званій «Прем'єр-лізі Криму». У 2015 році Оленіну вдалось привести свій клуб до перемоги в «кубку Криму», проте в першості півострова справи команди пішли значно гірше, і в березні 2016 року Оленін після програного матчу з феодосійською «Кафою» написав заяву про відставку, після чого головним тренером клубу був призначений його колишній помічник Сергій Єсін.
У серпні 2017 року Оленін очолив інший клуб з Криму, створений після початку його окупації — «Кримтеплицю». Він пропрацював там до квітня 2018 року, після чого вдруге в своїй тренерській кар'єрі увійшов до тренерського штабу російського клубу «Краснодар», де став асистентом головного тренера Мурада Мусаєва. За час роботи Оленіна в тренерському штабі краснодарців команда стала дворазовим бронзовим призером чемпіонату Росії, брала участь в груповому етапі Ліги чемпіонів і Ліги Європи, де доходила до 1/8 фіналу. У квітні 2021 року разом з усім тренерським штабом Оленін покинув «Краснодар».
У серпні 2021 року Артур Оленін став головним тренером клубу, створеного після початку окупації Криму, «ТСК-Таврія» з Сімферополя. З 1 листопада 2021 року Оленін став помічником головного тренера азербайджанського клуба «Сабах». Разом з командою став срібним призером чемпіонату Азербайджану сезону-2022/2023. Після цього брав участь у кваліфікації Ліги Конференцій, де спочатку здолав латвійський РФШ (2:1 та 2:0), а потім програв сербському «Партизану» в серії пенальті (2:0, 0:2, 4:5 по пенальті). 1 лютого 2024 року разом з усім тренерським штабом Оленін покинув «Сабах».
14 березня 2024 року Оленін став асистентом Мурада Мусаєва у футбольному клубі «Краснодар». Разом із командою виграв срібні медалі російської Прем'єр-ліги сезону 2023/2024.
У сезоні 2024/2025 разом із "Краснодаром" став чемпіоном Росії. В останньому турі команда обіграла московське "Динамо" (3:0) та на одне очко випередила "Зеніт". Це чемпіонство стало для "Краснодара" першим в історії.
Команда набрала 67 очок, що стало найкращим показником в історії клубу після 30 турів Російської Прем'єр-ліги. Було встановлено клубний рекорд за кількістю перемог в одному сезоні РПЛ — 20. Також «Краснодар» повторив рекорд за кількістю великих перемог з перевагою у три та більше м'ячі — 8, як і в сезоні 2018/19. Команда продемонструвала найкращу різницю м'ячів за сезон (+36), посіла друге місце в історії клубу за кількістю забитих голів — 59 (більше лише в сезоні 2022/23 — 62), і показала другий найкращий показник з надійності оборони — 23 пропущені м'ячі (менше лише в сезоні 2016/17). Крім того, "Краснодар" провів 15 "сухих" матчів у рамках РПЛ, що стало новим клубним рекордом.

## Досягнення
- Переможець другої ліги (Групи В): 2001
- Срібний призер чемпіонату Азербайджану: 2023
- Чемпіон Росії: 2025
- Срібний призер чемпіонату Росії: 2024
- Бронзовий призер чемпіонату Росії: 2019, 2020